# Cá đuối điện Thái Bình Dương
Cá đuối điện Thái Bình Dương (tên khoa học Torpedo californica) là một loài cá đuối điện trong họ Torpedinidae, đặc hữu của vùng nước ven biển vùng đông bắc Thái Bình Dương từ Baja California đến British Columbia. Nó thường sinh sống ở mặt cát phẵng, đá san hô, và rừng tảo bẹ từ bề mặt đến độ sâu 200 m (660 ft).